# Baya Rahouli
Baya Rahouli (tiếng Ả Rập: باية رحولي, sinh ngày 27 tháng 7 năm 1979 tại Bab El Oued, Algiers) là một vận động viên người Algérie thi đấu môn nhảy xa ba bước. Cô là một người giữ kỷ lục châu Phi trong sự kiện này, và có hai danh hiệu vô địch châu Phi, đánh bại Françoir Mbango Etone và Kéné Ndoye trong cả hai lần. Trong hai phiên bản của Thế vận hội Pan Arab, cô đã có một cuộc càn quét sạch sẽ, giành tổng cộng tám huy chương vàng.

## Thành tích giải đấu
| Năm                  | Giải đấu                   | Địa điểm                   | Thứ hạng             | Nội dung             | Chú thích                |
| Representing Algérie | Representing Algérie       | Representing Algérie       | Representing Algérie | Representing Algérie | Representing Algérie     |
| -------------------- | -------------------------- | -------------------------- | -------------------- | -------------------- | ------------------------ |
| 1996                 | World Junior Championships | Sydney, Australia          | 10th                 | Triple jump          | 12.97 m (wind: +1.0 m/s) |
| 1997                 | Mediterranean Games        | Bari, Italy                | 5th                  | Long jump            | 6.19 m                   |
| 1997                 | Mediterranean Games        | Bari, Italy                | 6th                  | Triple jump          | 13.25 m                  |
| 1997                 | Pan Arab Games             | Beirut, Lebanon            | 1st                  | 100 m                | 11.98                    |
| 1997                 | Pan Arab Games             | Beirut, Lebanon            | 1st                  | 100 m hurdles        | 14.11                    |
| 1997                 | Pan Arab Games             | Beirut, Lebanon            | 1st                  | Long jump            | 6.09 m                   |
| 1997                 | Pan Arab Games             | Beirut, Lebanon            | 1st                  | Triple jump          | 13.51 m w                |
| 1998                 | World Junior Championships | Annecy, Pháp               | 8th                  | 100m hurdles         | 14.05 (wind: -1.0 m/s)   |
| 1998                 | World Junior Championships | Annecy, Pháp               | 18th (q)             | Long jump            | 6.12 m (wind: -1.1 m/s)  |
| 1998                 | World Junior Championships | Annecy, Pháp               | 1st                  | Triple jump          | 14.04 m (wind: -0.3 m/s) |
| 1998                 | African Championships      | Dakar, Senegal             | 3rd                  | Long jump            | 6.36 m                   |
| 1998                 | African Championships      | Dakar, Senegal             | 1st                  | Triple jump          | 13.96 m                  |
| 1999                 | Universiade                | Palma de Mallorca, Spain   | 4th                  | Triple jump          | 14.22 m                  |
| 1999                 | World Championships        | Seville, Spain             | 16th (q)             | Long jump            | 6.55 m (NR)              |
| 1999                 | World Championships        | Seville, Spain             | 10th                 | Triple jump          | 14.00 m                  |
| 1999                 | All-Africa Games           | Johannesburg, South Africa | 6th                  | Long jump            | 6.33 m                   |
| 1999                 | All-Africa Games           | Johannesburg, South Africa | 2nd                  | Triple jump          | 14.64 m                  |
| 2000                 | African Championships      | Algiers, Algeria           | 1st                  | Triple jump          | 14.23 m                  |
| 2000                 | Olympic Games              | Sydney, Australia          | 5th                  | Triple jump          | 14.17 m                  |
| 2001                 | Mediterranean Games        | Radès, Tunisia             | 5th                  | Long jump            | 5.98 m                   |
| 2001                 | Mediterranean Games        | Radès, Tunisia             | 1st                  | Triple jump          | 14.30 m (w)              |
| 2002                 | African Championships      | Radès, Tunisia             | 3rd                  | Triple jump          | 13.78 m                  |
| 2003                 | World Indoor Championships | Birmingham, United Kingdom | 7th                  | Triple jump          | 14.31 m (NR)             |
| 2003                 | World Championships        | Paris, France              | 11th                 | Triple jump          | 14.26 m                  |
| 2004                 | World Indoor Championships | Budapest, Hungary          | 10th                 | Triple jump          | 14.19 m                  |
| 2004                 | Olympic Games              | Athens, Greece             | 6th                  | Triple jump          | 14.86 m                  |
| 2004                 | Pan Arab Games             | Algiers, Algeria           | 1st                  | 100 m                | 11.84                    |
| 2004                 | Pan Arab Games             | Algiers, Algeria           | 1st                  | 100 m hurdles        | 13.49                    |
| 2004                 | Pan Arab Games             | Algiers, Algeria           | 1st                  | Long jump            | 6.19 m                   |
| 2004                 | Pan Arab Games             | Algiers, Algeria           | 1st                  | Triple jump          | 14.49 m                  |
| 2005                 | Mediterranean Games        | Almería, Spain             | 1st                  | Triple jump          | 14.98 m                  |
| 2005                 | World Championships        | Helsinki, Finland          | 7th                  | Triple jump          | 14.50 m                  |
| 2006                 | African Championships      | Bambous, Mauritius         | 5th                  | Triple jump          | 13.47 m                  |
| 2008                 | Olympic Games              | Beijing, China             | 22nd (q)             | Triple jump          | 13.87 m                  |
| 2010                 | African Championships      | Nairobi, Kenya             | 4th                  | Triple jump          | 13.64 m                  |
| 2011                 | World Championships        | Daegu, South Korea         | 8th                  | Triple jump          | 14.12 m                  |
| 2011                 | All-Africa Games           | Maputo, Mozambique         | 1st                  | Triple jump          | 14.08 m                  |
| 2011                 | Pan Arab Games             | Doha, Qatar                | 1st                  | Triple jump          | 14.01 m                  |
| 2012                 | World Indoor Championships | Istanbul, Turkey           | 14th (q)             | Triple jump          | 13.83 m                  |
| 2012                 | African Championships      | Porto Novo, Benin          | 4th                  | Triple jump          | 13.50 m                  |
| 2013                 | Mediterranean Games        | Mersin, Turkey             | 3rd                  | Triple jump          | 14.04 m                  |
| 2013                 | World Championships        | Moscow, Russia             | 17th (q)             | Triple jump          | 13.41 m                  |

## Tốt nhất cá nhân
- 100 mét - 11,51 giây (1999)
- Vượt rào 100 mét - 13,50 giây (1998)
- Nhảy xa - 6,70 m (1999)
- Nhảy xa ba bước - 14,98 m (2005)

Trong nhà
- 60 mét - 7,45 (1999)
- Nhảy xa ba bước - 14,31 (2003, 2004)